# コンピテントセル
コンピテントセル（competent cells; 形質転換受容性細胞）とは、外来DNA(プラスミド・ファージDNAなど)を細胞内に取り込める状態の細胞である。通常はカルシウムイオン存在下で冷却することによりDNAに対する膜透過性が増大した大腸菌を指す。

## 概略
対数増殖期の細胞を2価陽イオン存在下（塩化カルシウム水溶液など）で冷却することにより、大腸菌の細胞膜はプラスミドなどの比較的小さなDNAに対して透過性を持つようになる。通常はこの状態で低温保存（液体窒素温度から-80°Cまで）しておき、使用時に0°Cに戻して穏やかにDNAを加え、その後に溶液を希釈することでDNAが取り込まれて形質転換がおきる。この時に希釈前に熱処理(ヒートショック・通常は37°Cから42°Cで数十秒程度)すると、DNAの取り込みが促進される。
このままの条件では形質転換されなかった大腸菌も生存しているため、実際に形質転換を受けた大腸菌を得るためには薬剤選択が必要である。たとえばpUC等のプラスミドはアンピシリン耐性遺伝子を含んでいるので、形質転換を受けた大腸菌はアンピシリン耐性となる。そこでアンピシリン感受性の菌株を用いてコンピテントセルを作製し、形質転換後にアンピシリンを含む寒天培地で培養すると、形質転換を受けた大腸菌のみが増殖してコロニーを形成する。

## 形質転換効率
形質転換効率は用いた大腸菌の菌株によって大きく依存する。また培養条件や、カルシウム処理時の溶液組成によっても大きく変化する。作製後の保管条件の影響も大きい。形質転換を行う際の熱処理の条件も影響するとされている。得られたコンピテントセルの形質転換効率は、選択薬剤を加えた寒天培地で培養し、プラスミド1μgあたりの生じたコロニー数（cfu/μg plasmid：大きいほど効率が良い）で評価する。
特に目的とする遺伝子の含量が少ない場合では効率の高いコンピテントセルを用いることが重要となるが、効率が高く再現性のよいコンピテントセルの作製は難しいとされている。実験室で作製するとおよそ106程度が標準であるが、手際が悪いなどの理由で104程度の効率しか得られない場合もある。理化学メーカから供給されるコンピテントセルでは出荷時に108から109という高効率を達成しているが、その後の輸送や保管の条件次第で効率が低下してしまう場合も多い。

## 歴史
大腸菌がカルシウムイオンによってDNA取り込み能を獲得することは、1970年MandelとHiga(比嘉昭子)によって初めて示された。この時は50mMのカルシウムイオンを含んだバッファー中で0°Cまで冷却するという単純な方法だった。武藤にはじまる数多くの改善の後、Hanahanの方法が高い形質転換効率と長期保存を実現する方法として普及した。これはカルシウム以外にもマンガン・ルビジウムなどの2価陽イオンや、カリウム・ヘキサアンミンコバルト・DMSO・DTTなどを添加したバッファ中で冷却するかなり複雑な方法である。その後、培養を低温（18°C）で行いカルシウム・マンガン・カリウムという比較的単純な組成のバッファで処理する井上らの方法で、安定的に高い形質転換効率が得られるようになった。